# Шевчук Андрій Сергійович
Андрі́й Сергі́йович Шевчу́к (4 червня 1979 — 29 серпня 2014) — солдат резерву Міністерства внутрішніх справ України, учасник російсько-української війни.

## Бойовий шлях
Народився 1979 року в місті Будапешт. Брав участь у подіях Революції Гідності. З травня 2014-го доброволець, старший сапер, інженерно-саперний взвод, 2-й батальйон спеціального призначення НГУ «Донбас», псевдо «Орест». Телефонував до батька — колишнього військовика — й розпитував про певні тонкощі використання військової техніки. 28 серпня зазнав поранення в бойовій сутичці з терористами.
Ймовірно, пішов на прорив самостійно, загинув у Червоносільському — в обідньому часі російські танки обстріляли село, щоб примусити бійців батальйону «Донбас» здатися.
3 вересня тіло «Ореста» разом з тілами 96 інших загиблих у Іловайському котлі привезено до дніпропетровського моргу. 16 жовтня тимчасово похований на Краснопільському цвинтарі як невідомий захисник України.
Упізнаний за тестами ДНК. Без Андрія лишилися батьки, дружина, донька, сестра.

## Нагороди та вшанування
За особисту мужність і героїзм, виявлені у захисті державного суверенітету та територіальної цілісності України, вірність військовій присязі під час російсько-української війни, відзначений — нагороджений
- орденом «За мужність» III ступеня (посмертно)
- 1 липня 2015-го на честь Андрія його позивним («Орест») — названо один із танків 46-го окремого батальйону «Донбас-Україна».
- Його портрет розміщений на меморіалі «Стіна пам'яті полеглих за Україну» у Києві: секція 3, ряд 7, місце 16
- Вшановується 29 серпня на щоденному ранковому церемоніалі вшанування українських захисників, які загинули цього дня у різні роки внаслідок російської збройної агресії[1]
- Іловайський Хрест (посмертно)
- медаль ВГО «Країна» «Доброволець АТО» (посмертно)